# Цумштег, Эмили
Эмили Цумштег (нем. Emilie Zumsteeg; 9 декабря 1796, Штутгарт — 1 августа 1857, Штутгарт) — немецкий композитор, преподавательница музыки, дирижёр, пианистка и писательница; основала первый женский хор в Вюртемберге и была одной из первых женщин, выступивших на публике в качестве хорового дирижёра.

## Биография
Эмили Цумштег родилась 9 декабря 1796 в Штутгарте, в семье композитора Иоганна Рудольфа Цумштега; Эмили была седьмым и последним ребёнком семьи Цумштегов.
Эмили Цумштег начала работать в качестве учителя музыки в частных домах, а затем — стала преподавательницей музыки в штутгартской гимназии «Königin-Katharina-Stift». В 1836 году основанный в её доме женский хор насчитывал уже 30 певиц. Король Вюртемберга Вильгельм I с 1841 года начал выплачивать руководительнице хора ежегодную зарплату.
После долгой болезни Цумштег скончалась в Штутгарте 1 августа 1857 года.
Штутгартский культурный центр «Treffpunkt Rotebühlplatz» назвал в её честь один из своих залов для мероприятий; с 2018 года её именем назван мост Эмили-Цумштег-Брюке (Emilie-Zumsteeg-Brücke) на улице Регерштрассе.